# Тримата студенти
„Тримата студенти“, преведен на български и като „Приключението на тримата студенти“ (на английски: The Adventure of the Three Students) е разказ на писателя Артър Конан Дойл за известния детектив Шерлок Холмс. За първи път е публикуван през 1904 г. Включен е в сборника „Завръщането на Шерлок Холмс“, издадена през 1905 година.

## Сюжет
Внимание:  Текстът по-долу разкрива сюжета на произведението (или части от него)!
През 1895 г., докато Холмс и Уотсън се намират в един от най-известните университети в Англия, към тях за помощ се обръща преподавателят по старогръцки, господин Хилтън Соумс. В навечерието на важен изпит, той открива, че някой от студентите е преписал в неговия кабинет изпитния материал, след като довереният му прислужник Банистър случайно е забравил ключа на вратата в негово отсъствие. Страниците от текста са разпръснати, а на бюрото има стружки: измамникът си е счупил молива и е бил принуден да го подостри. Има разрез върху кожата на писалището, както и остатъци от лепкава материя, подобна на глина.
Под подозрение са трима от студентите. Първият е Гилкрист – беден, но способен ученик, висок, голям спортист, занимаващ се с лека атлетика. Вторият – Даулат Рас – е нисък индиец, прилежен ученик, но необщителен. Третият – Майлс Макларън – е своенравен разпуснат студент, който често попада в неприятни истории. Холмс посещава мястото на произшествието и по оставените от молива стружки успява да разбере, че е измамникът е ползвал молив на компанията на Йохан Фабер (от кампанията „Фабер-Кастел“), а оставената втора купчинка от глина като тази на писалището означава, че е бил изненадан от неочакваното връщане на преподавателя и се е скрил временно в спалнята му, която е в съседство с кабинета.
Холмс предлага да отидат поотделно до всеки от заподозрените под прикритието на посетители, които искат да видят старинните стаи на университета. Гилкрист и Рас пускат Соумс, Холмс и Уотсън в стаите си и под предлог, че иска да скицира някои от архитектурните особености, детективът успява да вземе мостра от моливите им. Третият студент, Макларън, грубо отказва да приеме посетителите, дори не отваря вратата на стаята и Уотсън изразява подозрението си, че именно той е извършил този позорен акт. Холмс намира за подозрително поведението на почтения Банистър.
На следващата сутрин Холмс представя на учудения Уотсън три пирамидки от глина, намеквайки, че е разгадал тази история и му предлага да посетят учителя г-н Соумс. Холмс иска Банистър да признае на кого е помогнал да излезе от спалнята на преподавателя незабелязано, но той отрича. Извикват студента Гилкрист и Банистър неволно го издава, при което младежът избухва в сълзи. Холмс го приканва да се успокои и сам разказва историята на произшествието и обяснява хода на разследването.
Приближавайки къщата на учителя, Холмс едва е успял да види през прозореца бюрото вътре, следователно, нарушителят трябва да е бил висок, за да може да види изпитните листове върху него. Намерените пирамидки са парчета глина от площадката, където спортистите тренират скок на дължина, следователно, нарушителят трябва да е и спортист. Всички тези критерии са изпълнени само за един студент – Гилкрист, който явно се е поддал на изкушението, виждайки забравения ключ в ключалката на връщане от тренировка. След обяснението на Холмс, успокоилият се Гилкрист признава всичко и показва на присъстващите, че вече е написал писмо, в което съобщава, че се отказва да се яви на изпит, напуска университета и отива да служи като офицер в армията. Банистър, който го е посъветвал за това решение, след като му е помогнал да се измъкне незабелязано предишния ден, обяснява, че е бил иконом при разорилия се впоследствие баща на Гилкрист и се е чувствал отговорен за младежа, когото е познавал от дете.